# Mihai Popescu
Mihai Popescu (Câmpulung, 7 maggio 1993) è un calciatore rumeno, difensore dell'FCSB.

## Carriera

### Club
Ha giocato nella prima divisione dei campionati rumeno e scozzese.

### Nazionale
Il 15 marzo 2025 viene convocato per la prima volta dalla nazionale maggiore, con cui esordisce il 21 marzo seguente nella sconfitta interna per 0-1 nelle qualificazioni ai Mondiali 2026 contro la Bosnia ed Erzegovina. Tre giorni dopo, sempre nelle qualificazioni ai Mondiali 2026, realizza il suo primo gol nel successo esterno per 1-5 in casa di San Marino.

## Palmarès

### Club

#### Competizioni nazionali
- Coppa di Lega rumena: 1

Dinamo Bucarest: 2016-2017
- Supercoppa di Romania: 3

Voluntari: 2017
FCSB: 2024, 2025
- Scottish Championship: 1

Hearts: 2020-2021
- Campionato rumeno: 1

FCSB: 2024-2025